# داستان تعاملی

Zork I یکی از معروف‌ترین و اولین بازی‌های داستانی تعاملی است که نخستین بار برای فروش تجاری ساخته شد.

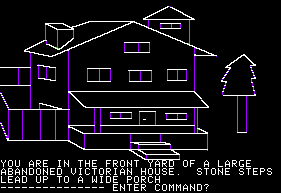
خانه اسرارآمیز برای سری اپل ۲ اولین بازی ماجراجویی بود که اوایل عصر رایانه خانگی، از گرافیک استفاده می‌کرد.

داستان تعاملی (به انگلیسی: Interactive fiction) که اغلب به صورت اختصاری IF نیز نوشته می‌شود، یک نرم‌افزار است که محیط‌های مختلفی را شبیه‌سازی می‌کند تا در آن بازیکنان از فرمان‌های متنی برای کنترل شخصیت‌ها و اثرگذاری بر محیط استفاده کنند. آثار در این شکل را می‌توان به عنوان روایت‌های ادبی در قالب داستان‌سرایی تعاملی درک کرد. همچنین این آثار می‌توانند به عنوان نوعی بازی ویدئویی تلقی شوند که در قالب بازی ماجراجویی یا بازی ویدئویی نقش‌آفرینی منتشر شوند. ممکن است این اصطلاح به ماجراجویی‌های متنی (به انگلیسی: text adventures) نیز اشاره دارد، نوعی بازی ماجراجویی که کل رابط می‌تواند «فقط متن» باشد، اگر اصلی‌ترین راه برای تعامل با بازی، تایپ متن باشد، ماجراجویی‌های متنی گرافیکی هنوز در زیر دسته ماجراجویی‌های متنی قرار می‌گیرند. برخی از کاربران، بین اصطلاح‌های داستان‌های تعاملی مانند «بدون معما» (به انگلیسی: Puzzle-free) که بر روایت متمرکز است و ماجراجویی‌های متنی که که بر معماها متمرکز است، تمایز قائل می‌شوند.
به دلیل وجود متن تنها، دیگر نیازی به برنامه‌نویسی برای معماری‌های گرافیکی بسیار متفاوت نبود. این ویژگی به این معنی بود که بازی‌های داستان تعاملی به راحتی در تمام سیستم عامل‌های محبوب آن زمان، از جمله CP/M (که به دلیل بازی یا قابلیت‌های گرافیکی قوی شناخته نمی‌شد) گسترش می‌یافت. تعداد آثار داستان تعاملی به‌طور پیوسته در حال افزایش است زیرا آثار جدید توسط جامعه آنلاین و با استفاده از سیستم‌های توسعه آزاد در دسترس تولید می‌شوند.
همچنین این اصطلاح می‌تواند برای اشاره به نسخه‌های دیجیتالی آثار ادبی که به صورت خطی خوانده نمی‌شوند، معروف به کتاب بازی (به انگلیسی: Gamebook) نیز به کار برود که در آن خوانندگان در نقاط مختلف متن تصمیم می‌گیرند که این تصمیمات روایت و پایان داستان را تعیین می‌کند. مشهورترین نمونه این شکل از داستان تعاملی چاپ شده، مجموعه کتاب‌های «ماجراجویی خود را انتخاب کن» است. گاهی اصطلاح «داستان تعاملی» برای اشاره به رمان‌های بصری (ویژوال ناول) استفاده می‌شود که در ژاپن رایج است.